# Староконь, Иван Иванович
Иван Иванович Староконь (26 мая 1923 — 7 февраля 1995) — заместитель командира эскадрильи 70-го гвардейского штурмового авиационного полка 3-й гвардейской штурмовой авиационной дивизии 1-го смешанного авиационного корпуса 6-й воздушной армии 1-го Белорусского фронта, гвардии старший лейтенант. Герой Советского Союза.

## Биография
Родился 26 мая 1923 года в селе Антоновка ныне Марьинского района Донецкой области Украины. В Красной Армии с 1940 года. В 1942 году окончил Ворошиловградскую военно-авиационную школу пилотов. Участник Великой Отечественной войны с августа 1942 года.
К октябрю 1944 года совершил 96 боевых вылетов, в 27 воздушных боях сбил 1 самолёт противника. 26 октября 1944 года за образцовое выполнение боевых заданий командования и проявленные при этом мужество и героизм гвардии старшему лейтенанту Староконю Ивану Ивановичу присвоено звание Героя Советского Союза с вручением ордена Ленина и медали «Золотая Звезда» 4691.
После войны продолжал службу в ВВС СССР.
В 1959 году окончил Высшие лётно-тактические курсы усовершенствования офицерского состава. В 1953 году окончил Военно-Воздушную академию.
Проходил службу на командных должностях в частях ВВС СССР.
С 1969 года на преподавательской работе в Военно-воздушной академии имени Ю. А. Гагарина. Занимал должности преподавателя, старшего преподавателя, заместителя начальника первого факультета, начальника кафедры.
С 1979 года генерал-майор авиации Староконь в запасе, продолжал преподавать в Военно-воздушной академии имени Ю. А. Гагарина. Жил в посёлке Монино Щелковского района Московской области (по месту нахождения академии), где и скончался 7 февраля 1995 года. Похоронен в посёлке Монино на гарнизонном кладбище.

## Награды
- Медаль «Золотая Звезда»;
- орден Ленина;
- три ордена Красного Знамени;

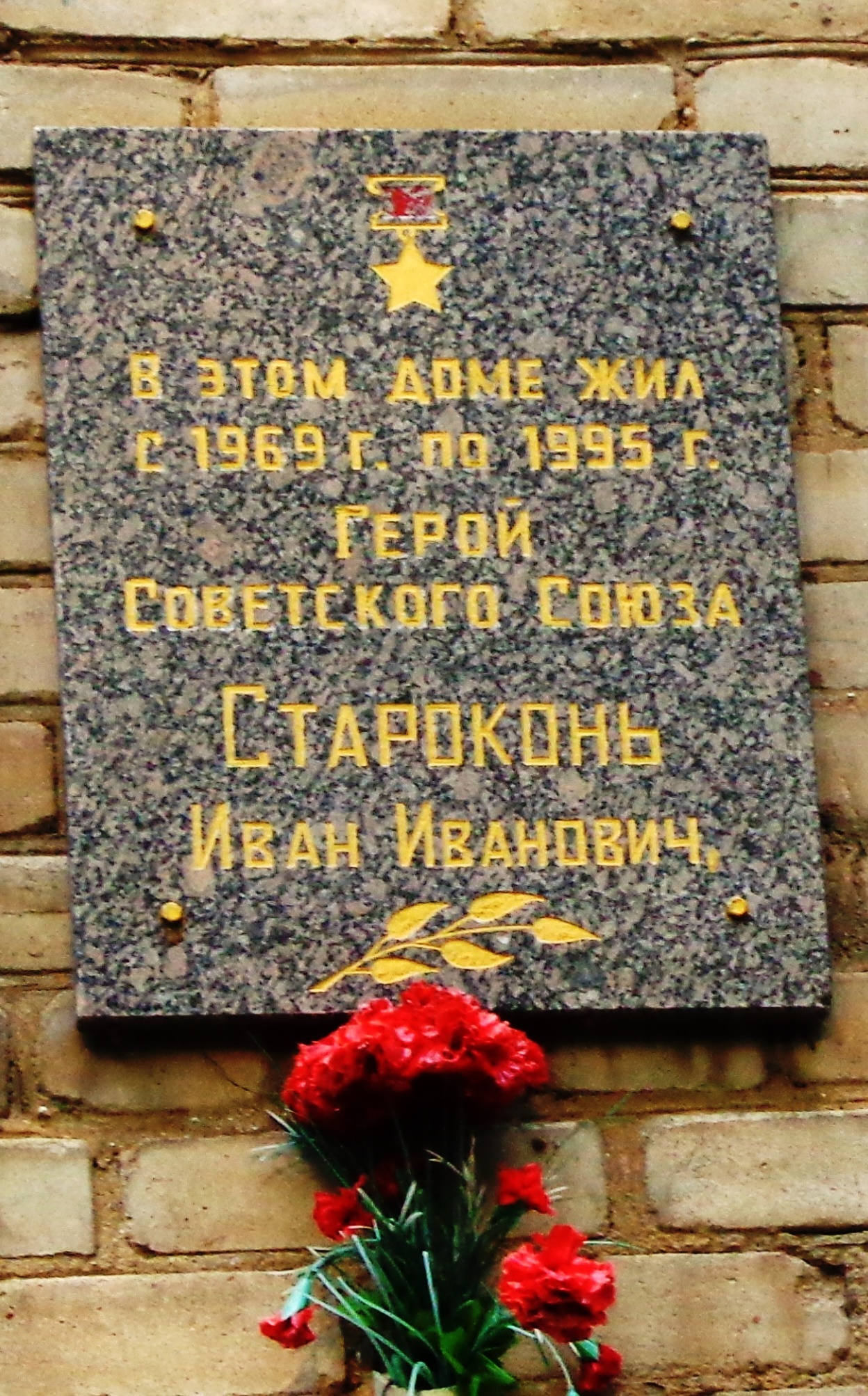
Мемориальная доска на доме в посёлке Монино Московской области, где проживал Герой Советского Союза И. И. Староконь

- два ордена Отечественной войны 1-й степени;
- орден Красной Звезды;
- Орден «За службу Родине в Вооруженных Силах СССР» III степени;
- медали.

## Память
- В посёлке Монино Московской области на доме № 7 по улице Авиационная, где проживал Герой Советского Союза, установлена мемориальная доска.